# Luisa Gavasa
María Luisa Gavasa Moragón, nota semplicemente come Luisa Gavasa (Saragozza, 8 aprile 1951), è un'attrice spagnola.

## Biografia
Studiò filologia e giornalismo presso l'Università di Saragozza. Successivamente frequentò l'Escuela de Arte Dramático Adrià Gual e l'Actors Studio di New York, definendo la recitazione "un'arma politica contro il franchismo". Svolse quindi per diversi anni l'attività di attrice teatrale. Debuttò al cinema nel 1977 nel film Doña Perfecta di César Ardavin, al quale seguì L'indiscreto fascino del peccato di Pedro Almodóvar. Negli anni ottanta e novanta lavorò con piccoli ruoli al cinema e in televisione, senza ottenere particolare fama.
La popolarità giunse con il ruolo di Doña Loreto Castillo nella telenovela Amare per sempre, dove recitò a partire dal 2005. Sempre in televisione, interpretò la madre di Carlota nella serie Le ragazze del centralino e l'antagonista Cayetana Aljarafe nella telenovela La Regina del Sud. Nel 2016 interpretò la madre dello sposo nel film La novia. Tale ruolo le valse, all'età di sessantacinque anni, il Premio Goya per la migliore attrice non protagonista e il Premio CEC nella stessa categoria. Una seconda candidatura al Goya come migliore attrice non protagonista arrivò nel 2024, grazie alla sua interpretazione nel film Il maestro che promise il mare.

### Vita privata
Sposata con un uomo tedesco, è madre di un figlio di nome Pablo Tobías.

## Filmografia

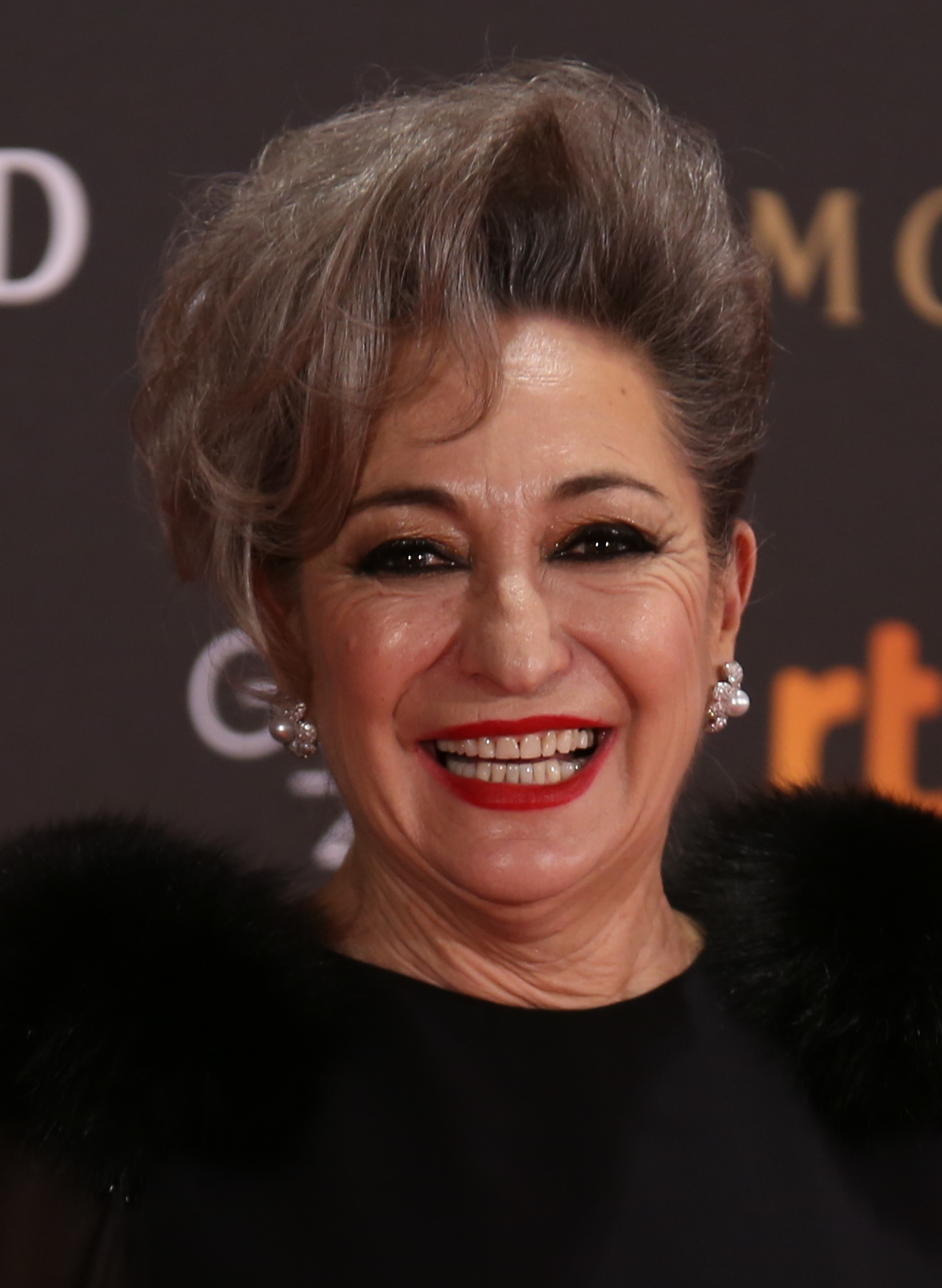
Luisa Gavasa nel 2017

### Cinema
- Doña perfecta, regia di César Ardavin (1977)
- L'indiscreto fascino del peccato (Entre tinieblas), regia di Pedro Almodóvar (1983)
- Scarafaggi assassini (Scarab), regia di Steven-Charles Jaffe (1983)
- Extramuros, regia di Miguel Picazo (1985)
- Mientras haya luz, regia di Felipe Vega (1987)
- Matar al Nani, regia di Roberto Bodegas (1988)
- Hermana ¿pero qué has hecho?, regia di Pedro Masó (1995)
- 99.9, regia di Agustí Villaronga (1997)
- Mensaka, regia di Salvador García Ruiz (1998)
- Aunque tú no lo sepas, regia di Juan Vicente Córdoba (2000)
- Solo mia (Sólo mía), regia di Javier Balaguer (2001)
- I destini dell'amore (De tu ventana a la mía), regia di Paula Ortiz (2011)
- La mémoire dans la chair, regia di Dominique Maillet (2011)
- Para Elisa, regia di Juanra Fernández (2013)
- Due uomini, quattro donne e una mucca depressa (Como estrellas fugaces), regia di Anna Di Francisca (2017)
- La novia, regia di Paula Ortiz (2015)
- Refugios, regia di Marc Brummund (2015)
- Rotas, regia di Luis Lorente (2016)
- Incierta Gloria, regia di Agustí Villaronga (2017)
- La rete della libertà (Red de libertad), regia di Pablo Moreno (2017)
- Non ci resta che vincere (Campeones), regia di Javier Fesser (2018)
- Miau, regia di Ignacio Estaregui (2018)
- L'albero del sangue (El árbol de la sangre), regia di Julio Medem (2018)
- El crack cero, regia di José Luis Garci (2019)
- Las cartas perdidas, regia di Amparo Climent (2021)
- Sinjar, regia di Anna M. Bofarull (2022)
- No mires a los ojos, regia di Félix Viscarret (2022)
- Para entrar a vivir, regia di Pablo Aragüés e Marta Cabrera (2022)
- Il maestro che promise il mare (El mestre que va prometre el mar), regia di Patricia Font (2023)
- El favor, regia di Juana Macías (2023)

### Televisione

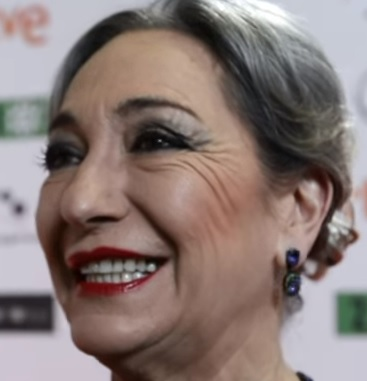
Luisa Gavasa nel 2016

- Novela - serie TV, 2 episodi (1977)
- Tristeza de amor - serie TV, 4 episodi (1986)
- Miguel Servet, la sangre y la ceniza - serie TV, 1 episodio (1989)
- Crónicas urbanas - serie TV, 2 episodi (1991-1992)
- Farmacia de guardia - serie TV, 1 episodio (1993)
- Hermanos de leche - serie TV, 1 episodio (1994)
- Canguros - serie TV, 1 episodio (1995)
- A su servicio - serie TV, 1 episodio (1995)
- A las once en casa - serie TV, 1 episodio (1999)
- El comisario - serie TV, 1 episodio (2000)
- Policías, en el corazón de la calle - serie TV, 8 episodi (2000)
- El secreto - serie TV, 2 episodi (2001)
- Hospital Central - serie TV, 2 episodi (2002-2005)
- Paso adelante (Un paso adelante) - serie TV, 1 episodio (2003)
- Luna negra - serie TV, 4 episodi (2003)
- Géminis, venganza de amor - telenovela, 16 episodi (2003)
- Hay que vivir - serie TV, 1 episodio (2007)
- 700 euros, diario secreto de una call girl - serie TV, 16 episodi (2008)
- Amare per sempre (Amar en tiempos revueltos) - telenovela, 168 episodi (2005-2009)
- Cuéntame cómo pasó - serie TV, 1 episodio (2009)
- Alfonso, el príncipe maldito - miniserie TV, 1 episodio (2010)
- La guerra civil en Aragón - serie TV (2011)
- Los protegidos - serie TV, 9 episodi (2012)
- La que se avecina - serie TV, 1 episodio (2015)
- Velvet - serie TV, 1 episodio (2015)
- El Caso: Crónica de sucesos - serie TV, 1 episodio (2016)
- Perdóname, Señor - serie TV, 7 episodi (2017)
- El ministerio del tiempo - serie TV, 3 episodi (2017)
- Le ragazze del centralino (Las chicas del cable) - serie TV, 9 episodi (2017-2019)
- La Regina del Sud (La Reina del Sur) - telenovela, 44 episodi (2019)
- El nudo - serie TV, 13 episodi (2019-2020)
- El último show - serie TV, 8 episodi (2020)
- Desaparecidos - serie TV, 1 episodio (2020)
- Privacy - serie TV, 3 episodi (2022)
- Sentimos las molestias - serie TV, 4 episodi (2022-2023)

## Riconoscimenti
- Premio Goya
  - 2016 - Vincitrice come migliore attrice non protagonista per La novia
  - 2024 - Candidatura come migliore attrice non protagonista per Il maestro che promise il mare

- Medallas del Círculo de Escritores Cinematográficos
  - 2016 – Vincitrice come migliore attrice secondaria per La novia
  - 2024 – Candidatura come miglior attrice secondaria per Il maestro che promise il mare

- Premios de la Unión de Actores
  - 2016 – Vincitrice come migliore interpretazione cinematografica femminile secondaria per La novia
  - 2018 – Candidatura come migliore interpretazione televisiva femminile secondaria per El ministerio del tiempo